# 分水镇 (桐庐县)
浙江桐廬縣分水鎮是历史名镇，始建于唐武德4年（公元625年），唐代的状元施东斋曾在此讀書。現全鎮面积299.37平方公里，建成面积4.35平方公里，人口約4萬人，該鎮從1970年代開始發展製筆產業，现已成為制笔之乡，有三百多家制笔工厂。